# Кагуляры
Кагуляры (от фр. cagoule — капюшон с прорезями для глаз) — тайная организация во Франции в 1930-х годах (её члены не знали друг друга, так как на встречах носили капюшоны с прорезями для глаз). В дальнейшем — термин для обозначения тайных организаций и подпольщиков.

## История
Кагуляры — данное французской прессой и закрепившееся наименование членов тайной профашистской террористической организации Секретный комитет революционного действия (Organisation secrète d’action révolutionnaire, OSAR), образованной и бывшей активной между 1935 и 1937 годами.
Название своё кагуляры получили от журналиста Мориса Пужо, одного из руководителей праворадикальной монархической организации Аксьон франсез. La Cagoule — в переводе капюшон, маска — означал в данном случае капюшон с прорезями для глаз, который надевали члены организации на своих тайных собраниях и при принесении присяги.
Организация кагуляров была основана вышедшим из Аксьон франсез в январе 1935 года инженером Эженом Делонклем и рядом его единомышленников, посчитавших деятельность Аксьон франсез слишком вялой и не отвечающей целям решительной борьбы с левым и коммунистическим движением во Франции. Создание La Cagoule и вся его деятельность осуществлялись в обстановке соблюдения глубокой тайны. Особенно активной деятельность кагуляров стала после прихода к власти во Франции левого Народного фронта по итогам выборов в апреле — мае 1936 года. Члены La Cagoule устраивали поджоги и взрывы, террористические акты в отношении левых деятелей (например, покушение на итальянских антифашистов, братьев Росселини в 1937 году), старались наладить связи и вербовать сторонников в армии. Активная работа в вооружённых силах была необходима как для приобретения оружия, так и для создания прочной базы с целью осуществления переворота в стране, свержения правительства Народного фронта.
Кроме Э. Делонкля, из Аксьон франсез тайно перешли в Секретный комитет революционного действия и её возглавили такие известные лица, как маршал Ф. д’Эспере, герцог Жозеф Поццо ди Борго, генерал Дюсеньёр, основатель фирмы L'Oréal Эжен Шуллер и др. Первые тайные собрания кагуляров проводились в здании правления фирмы L’Oréal.
После неудачной попытки вооружённого мятежа в ночь с 15 на 16 ноября 1937 года заговор кагуляров против Третьей республики был раскрыт. До конца ноября продолжалось расследование МВД Франции в отношении этой организации, позволившее обнаружить в различных регионах страны скрытые склады с вооружением. В 1938 году были арестованы более 120 членов организации Секретный комитет революционного действия. Однако в результате судебных процессов, проведённых в 1938 году правительством К. Шотана, большинство кагуляров остались на свободе. Более того, в ночь на 26 июля 1941 года они убили в одном из отелей города Монтелимар Маркса Домре, министра внутренних дел Франции конца 1930-х годов, разгромившего организацию La Cagoule.
В годы Второй мировой войны большинство бывших членов организации Секретный комитет революционного действия сотрудничали с немецкими оккупационными властями и, в особенности, с правительством Виши. Так, Шуллер и Делонкль образовали т. н. Социально-революционное движение (Mouvement social révolutionnaire), организовывавшее многочисленные вооружённые провишистские акции на оккупированных территориях, в том числе взрывы в 7 парижских синагогах в октябре 1941 года. Жозеф Дарнан создаёт Легион французских бойцов (Légion française des combattants), в который он набирал солдат-ветеранов, и из которого впоследствии была образована коллаборационистская Французская милиция. Впоследствии Ж. Дарнан становится оберштурмбанфюрером СС и госсекретарём по безопасности и общественному порядку правительства Виши. Журналист Габриель Жанте издавал официальный печатный орган вишистов — газету Государственное обозрение (Revue de l'État).
В то же время в организацию кагуляров входили и некоторые известные французские политические деятели, связавшие себя во время оккупации Франции с Движением Сопротивления (например, будущий президент Франции Ф. Миттеран).

## В культуре
- «Кагуляры» - исторический роман российского писателя Ефима Курганова.
- "Тени над Нотр-Дам" - художественный фильм ГДР, 1966г.